# Vann Molyvann
Vann Molyvann (sinh ngày 23 tháng 11 năm 1926-2017) là một kiến trúc sư Campuchia. Dưới thời Sangkum Reastr Niyum (1955–1970) hoàng thân Norodom Sihanouk đã ban hành chính sách phát triển xây mới các thị trấn, các cơ sở hạ tầng và kiến trúc trên khắp vương quốc. Vann là người đi đầu của thế hệ những kiến trúc sư có những đóng góp vào việc hình thành phong cách kiến trúc độc đáo nổi bật của thời kỳ này, thường được gọi là kiến trúc Tân Khơme.

## Các công trình
Từ 1955 đến 1970, Vann đã thực hiện gần 100 công trình. Dưới đây là một số trong những công trình quan trọng nhất:

### Phnôm Pênh
- Khu liên hợp thể thao quốc gia
- Tòa nhà Hội đồng bộ trưởng
- Dinh thự quốc gia
- Hội trường Chaktomuk
- Cao đẳng sư phạm
- Viện ngoại ngữ
- Tượng đài Độc lập Phnôm Pênh
- Rạp hát quốc gia

### Sihanoukville
- Ngân hàng quốc gia Cambodia và khu nhà ở của viên chức
- Nhà máy bia SKD Brewery

## Văn học
- Vann Molyvann. Modern Khmer Cities. Reyum, Phnôm Pênh, 2003.
- Grant Ross, Helen & Collins, Darryl Building Cambodia 'New Khmer Architecture': 1953–1970, the Key Publisher, Bangkok, 2006 (Offers a complete overview of the New Khmer Architecture movement and style, its history and evolution. Chapter 7 is devoted entirely to Vann Molyvann.)